# Longueil-Sainte-Marie
Longueil-Sainte-Marie ist eine französische Gemeinde mit 1.952 Einwohnern (Stand: 1. Januar 2022) im Département Oise in der Region Hauts-de-France. Sie gehört zum Arrondissement Compiègne und zum Kanton Estrées-Saint-Denis. 

## Geografie
Die Gemeinde Longueil-Sainte-Marie liegt etwa 13 Kilometer südwestlich von Compiègne im Tal der Oise. Umgeben wird Longueil-Sainte-Marie von den Nachbargemeinden Canly im Norden, Jonquières im Norden und Nordosten, Le Meux und Rivecourt im Osten, Verberie im Südosten und Süden, Rhuis im Süden, Pontpoint im Südwesten, Houdancourt und Chevrières im Westen sowie Le Fayel im Nordwesten. Durch die Gemeinde führen die Autoroute A1 und die sie hier kreuzende autobahnartig ausgebaute Straße D 200.

## Bevölkerungsentwicklung
| Jahr                       | 1962 | 1968 | 1975 | 1982 | 1990 | 1999 | 2006 | 2012 | 2021 |
| -------------------------- | ---- | ---- | ---- | ---- | ---- | ---- | ---- | ---- | ---- |
| Einwohner                  | 1032 | 1014 | 1154 | 1173 | 1271 | 1445 | 1592 | 1855 | 2010 |
| Quellen: Cassini und INSEE |      |      |      |      |      |      |      |      |      |

## Sehenswürdigkeiten
- Kirche Saint-Martin
- Herrenhaus mit Steintor aus dem 16. Jahrhundert, Monument historique seit 1949

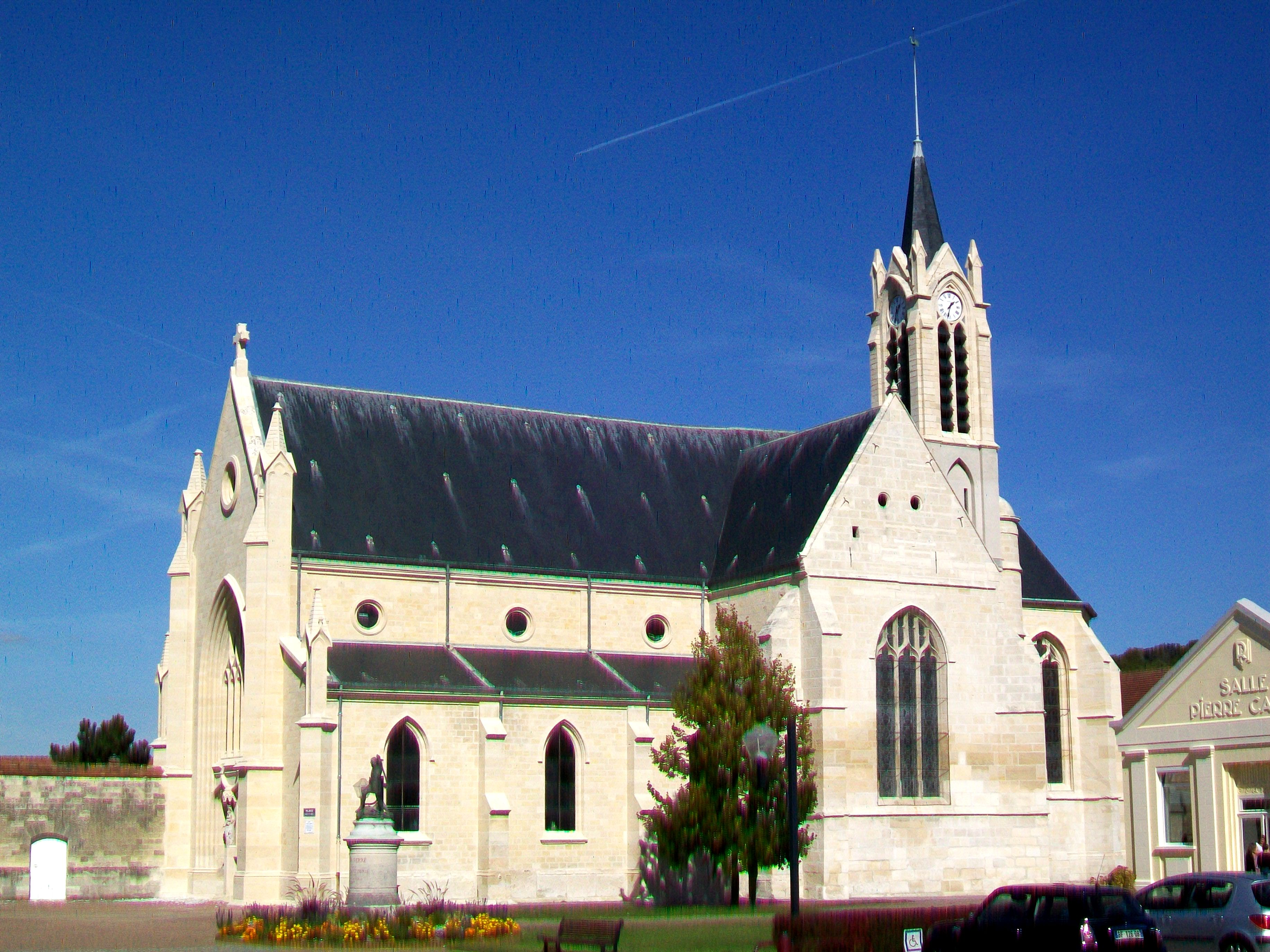
Kirche Saint-Martin
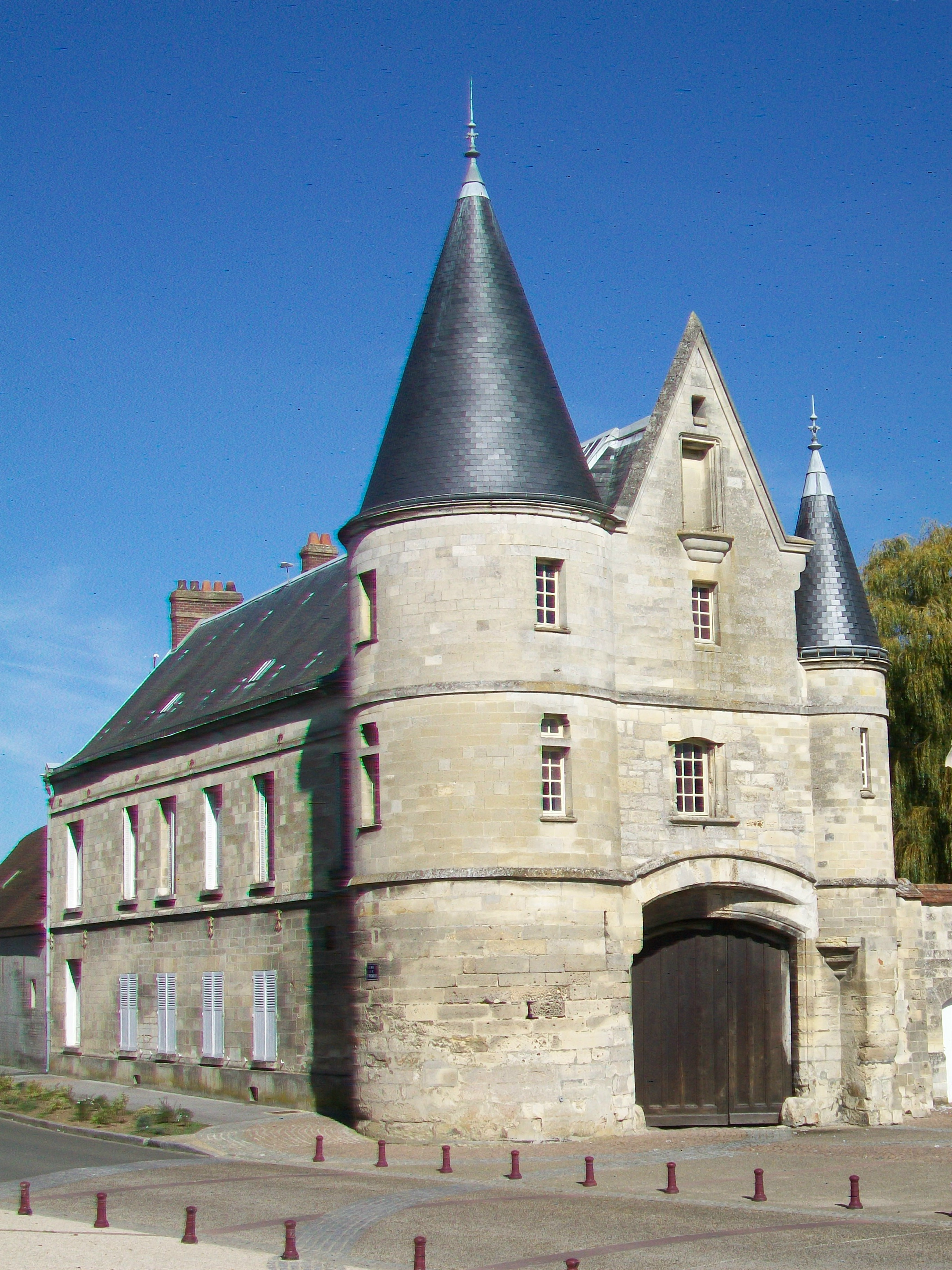
Herrenhaus
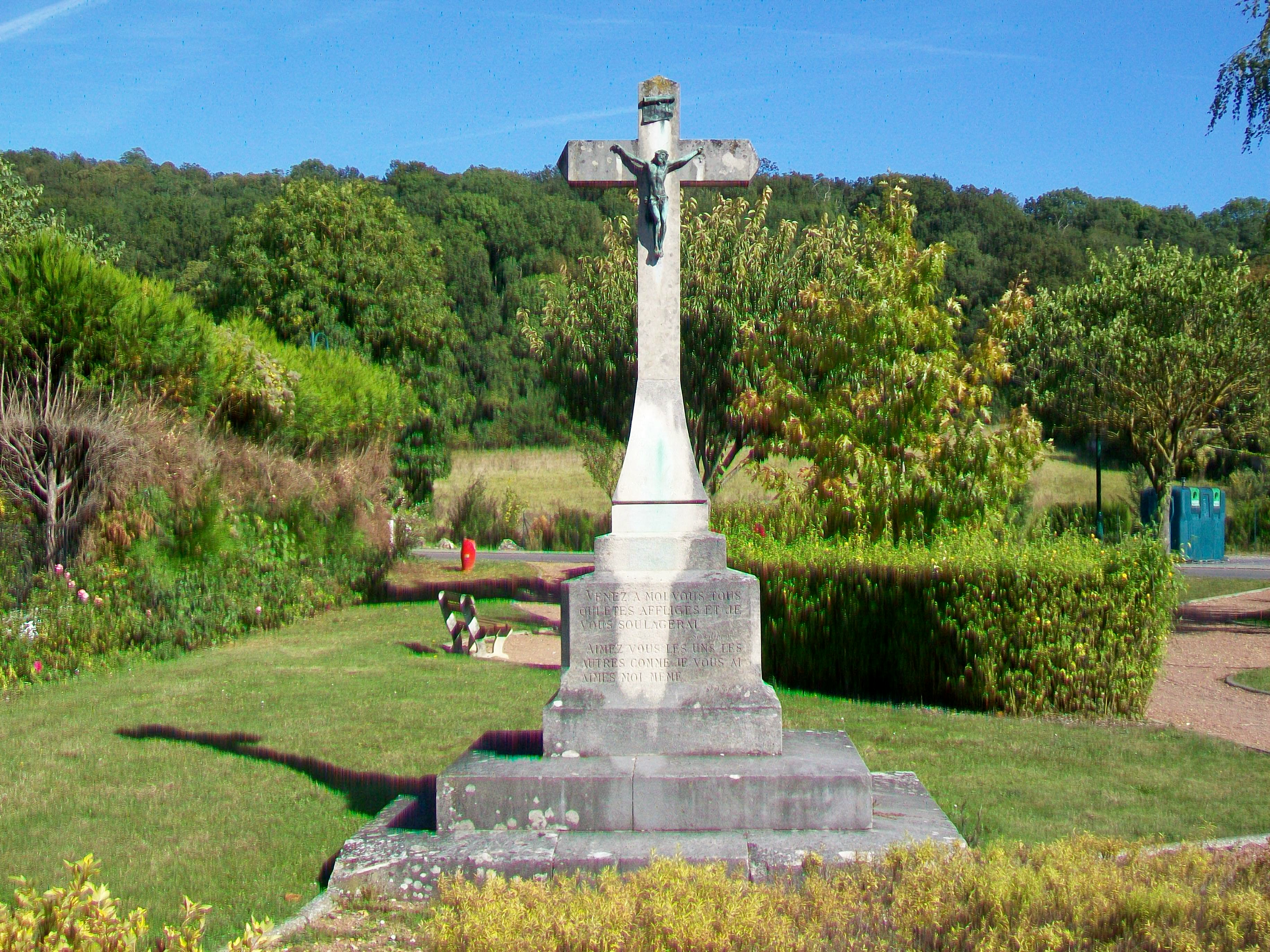
Calvaire de Bailly
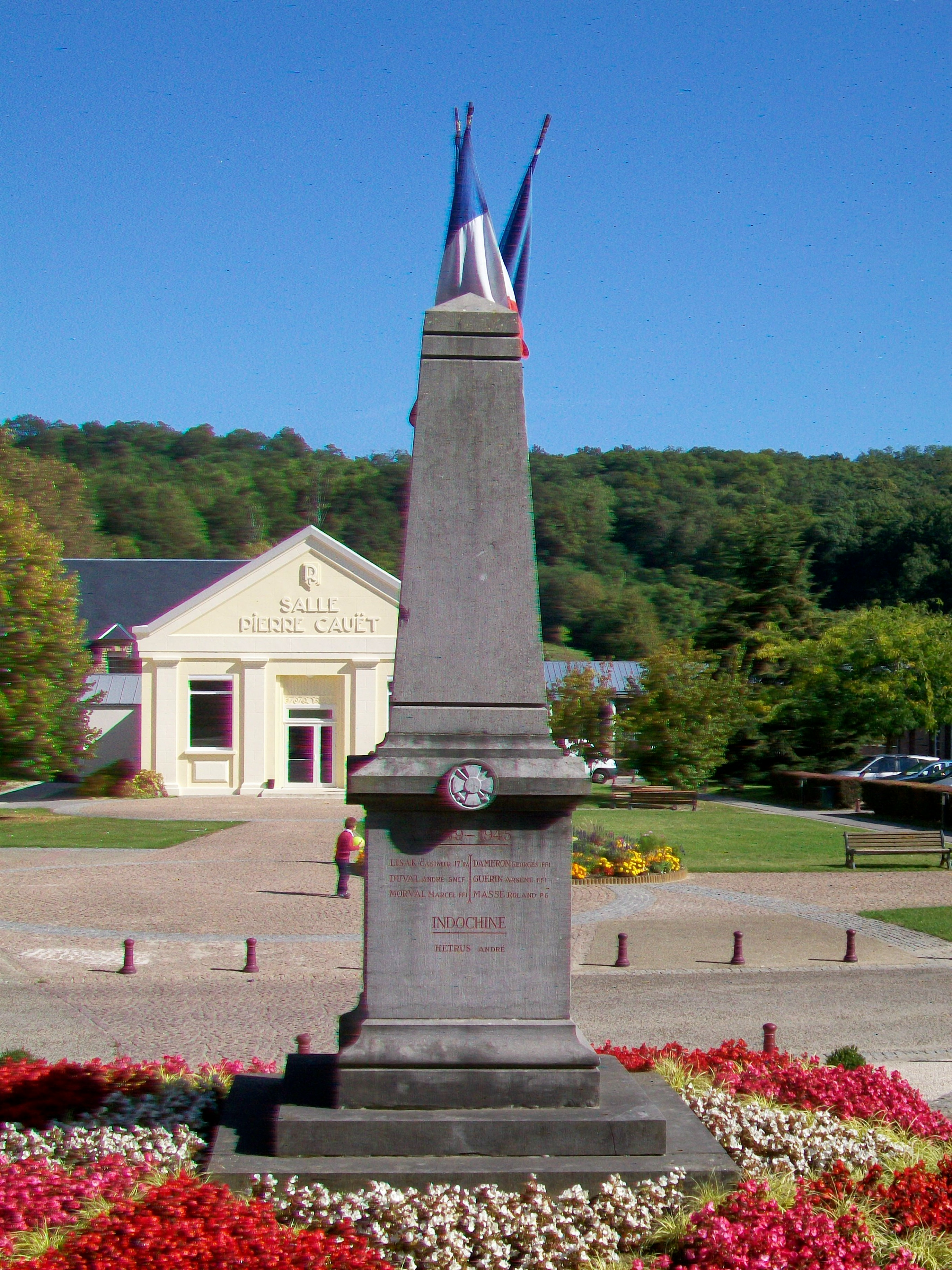
Gefallenendenkmal